# Curia romana
La Curia romana è il complesso di organi e autorità che costituiscono l'apparato amministrativo della Santa Sede, che coordina e fornisce l'organizzazione necessaria per il corretto funzionamento della Chiesa cattolica e il raggiungimento dei suoi obiettivi. Viene generalmente considerata "il governo della Chiesa". Curia nel latino medioevale e dell'epoca successiva, significava "corte", nel senso di "corte reale" piuttosto che in quello di "corte legislativa" (anche se i due significati sono storicamente correlati). 
Ogni diocesi cattolica ha una curia nella sua amministrazione. Per la diocesi di Roma queste funzioni non sono svolte dalla Curia romana in senso stretto, ma da due vicariati: il Vicariato di Roma, guidato da un vicario generale, per le parrocchie in territorio italiano; e il Vicariato della Città del Vaticano, guidato da un altro vicario generale, per le parrocchie nel territorio della Città del Vaticano e nelle Ville pontificie di Castel Gandolfo.

## Storia
La prima sede della Curia romana fu il Palazzo del Laterano, edificio donato nel IV secolo dall'imperatore Costantino a papa Milziade: fu sia la residenza papale sia la sede centrale dell'amministrazione della Chiesa. Organo collegiale, era formato da religiosi e laici che coadiuvavano il pontefice nella gestione della Chiesa di Roma e nell'amministrazione dei numerosi beni che a essa pervenivano in donazione. 
La Curia romana cominciò ad assumere un peso rilevante nel periodo bizantino (VI-VIII secolo) con la definizione di uffici e figure istituzionali. A partire da quell'epoca l'amministrazione della Sede apostolica fu controllata da sette giudici (Iudices) palatini, o grandi ufficiali. Erano nell'ordine: 
1. il Primicerius notariorum;
2. il Secundicerio (il vicedecano dei notai);
3. il Protoscrinario (il primo dei copisti);
4. l'Arcario (antesignano del Tesoriere);
5. il Sacellario (ufficiale pagatore);
6. il Primus defensor;
7. il Nomenclator (colui che aveva il compito di chiamare, o di nominare, le personalità invitate alla mensa del pontefice)[2].

Queste cariche erano riservate ai membri dell'aristocrazia. Essi svolgevano anche funzioni di sovrintendenza sulle funzioni gerarchicamente inferiori di Superista (capo della guarnigione militare a protezione del palazzo Laterano), Vestararius (addetto ai paramenti sacri) e altre. I dicasteri principali del Laterano dell'epoca possono quindi essere raggruppati in: cancelleria (notarii e scriniarii), legale (defensores), gestione finanziaria (arcario e sacellario), corte papale (vestariarius e nomenclator). Queste cariche rimasero in funzione fino al XII secolo, quando furono riformate e mutate in nuovi uffici, alcuni dei quali sopravvissero fino al XX secolo. 
Alla fine del VII secolo la cancelleria papale si dotò del Liber Diurnus, ovvero di una raccolta di formulari per la stesura delle lettere ufficiali. L'importanza della Curia romana accrebbe ulteriormente quando il Pontefice incominciò a esercitare di fatto, a partire dall'VIII secolo, funzioni di sovrano sulle località di Orte, Sutri, Nepi, Bomarzo e di altri castra che formavano il Patrimonium Sancti Petri, per l'esercizio e difesa dei quali divenne necessaria anche l'organizzazione di forze militari. In questo senso la Curia romana crebbe parallelamente all'evoluzione dello Stato Pontificio il quale, esteso inizialmente su una sola regione (il Lazio) si ingrandì durante il Basso Medioevo fino a diventare il secondo Stato per estensione della penisola italiana e un soggetto con peso internazionale, con relazioni diplomatiche stabili con tutti gli stati cristiani. Dall'VIII secolo in poi, fino ad oltre l’anno Mille, le due figure più importanti furono il vestararius e il superista. Le competenze del primo si estesero notevolmente: da addetto ai paramenti sacri divenne il gestore del patrimonio personale del pontefice (vestiario compreso). Poterono ricoprire i due incarichi solo le persone più eminenti delle famiglie dell'aristocrazia cittadina. Ad esempio, Teofilatto, che dominò la politica romana nella prima metà del IX secolo, ricoprì entrambe le cariche.
Fino all'anno Mille gli affari temporali della Santa Sede riguardarono prevalentemente il territorio laziale. A partire dal XIII secolo si assisté a un loro incremento costante. A quell'epoca gli organismi principali della Curia erano la Camera Apostolica, che amministrava le finanze, e la Cancelleria Apostolica, responsabile della redazione e spedizione di tutta la corrispondenza ufficiale della Chiesa. Nel XIV secolo si sviluppò una nuova figura istituzionale, quella del Secretarius. Durante il periodo avignonese emerse infatti l'esigenza di affidare a un singolo prelato la redazione della corrispondenza di carattere più delicato e riservata. 
All'inizio del XV secolo, dopo il ritorno della Santa Sede a Roma, nuove esigenze di governo determinarono la creazione di nuovi organi e il ridimensionamento delle antiche magistrature. Martino V (1417-1431) istituì la Camera secreta per curare i rapporti diplomatici. Il successore Eugenio IV creò la carica di Governatore di Roma per l'amministrazione politica e giudiziaria dell'Urbe. Gli organismi già esistenti furono potenziati. All'interno della Camera apostolica emersero le seguenti figure: a) Tesoriere generale (detiene il controllo finanziario sull'intero reddito prodotto dai possedimenti temporali della Chiesa); b) Auditor Camerae (giudice supremo in materia di amministrazione finanziaria della Curia); c) Collegio dei chierici (ha in capo la gestione delle proprietà e dei redditi della Santa Sede).
Nel 1487 papa Innocenzo VIII creò la Secreteria Apostolica, una commissione di 24 prelati con funzioni di segretari apostolici presieduta da un Secretarius domesticus con ruolo di coordinamento. Sotto i papi Sisto IV, Alessandro VI e Giulio II l'amministrazione della giustizia fu articolata in più rami. Furono create: la Sacra Rota, tribunale superiore in materia di diritto canonico, la «Segnatura di Grazia», per le cause in materia amministrativa, e la «Segnatura di Giustizia», competente in materia giudiziaria. La Segnatura di Giustizia divenne il tribunale supremo della Curia romana, con competenza su tutto lo Stato Pontificio, per cause sia ecclesiastiche sia civili. Con l'affermarsi del nepotismo, le funzioni della Segreteria Apostolica passarono al Cardinal nipote, un congiunto del pontefice, assistito dal Secretarius intimus, che era anche incaricato di curarne la formazione. Il suo ruolo crebbe costantemente, fino a quando nel 1566 Pio V assegnò al cardinal nipote la carica di «Sovrintendente generale dello Stato ecclesiastico».
Alla fine del XVI secolo gli affari della Chiesa facevano capo a un ristretto numero di magistrature, e precisamente:
Organi monocratici
- Cardinale camerlengo - supremo responsabile degli affari politici ed economici concernenti il governo temporale della Chiesa;
- Cardinal nipote - responsabile della conduzione degli affari politici e della gestione dei rapporti con gli Stati (a lui era riservata la carica di «Sovrintendente generale dello Stato ecclesiastico»);
- "Cardinal cancelliere" o vicecancelliere - coadiutore del precedente. Prelato di vasta esperienza negli affari di stato, consigliava il cardinal nipote sull'implementazione delle sue decisioni (a lui era riservata la carica di Segretario).

Organi collegiali
- Cancelleria Apostolica – Sede istituzionale dedicata alla redazione della corrispondenza ufficiale della Santa Sede;
- Camera Apostolica – Struttura preposta all'amministrazione economica. Era guidata dal cardinal Camerlengo;
- Segreteria Apostolica – Segreteria particolare del Pontefice, enucleata dalla Cancelleria. Era guidata dal Secretarius domesticus.

La Curia romana raggiunse la strutturazione odierna con l'istituzione delle congregazioni. Nate come commissioni consultive, furono create dal pontefice allo scopo di ricevere consigli su problemi specifici. Papa Paolo III creò la prima congregazione permanente, fondando nel 1542 la Congregazione della romana e universale inquisizione. 

### Le riforme della Curia

#### Immensa Aeterni Dei(1588)
Le congregazioni furono istituzionalizzate da papa Sisto V, che nel 1588 con la costituzione apostolica Immensa Aeterni Dei riorganizzò la Curia romana fissando in 15 il numero delle Congregazioni cardinalizie permanenti, di cui nove deputate al governo della Chiesa e le sei restanti all'amministrazione dello Stato pontificio. Il tramite tra il pontefice e le congregazioni era il cardinal nipote, che sovrintendeva a tutte le deliberazioni di tali organismi e curava l'esecuzione delle delibere dei sei dicasteri preposti al governo temporale.
Alla fine del XVII secolo la riforma di papa Innocenzo XII (1691-1700) abolì la carica di cardinal nipote e trasferì tutte le sue competenze al Segretario, elevandolo a carica cardinalizia. La Curia romana sopravvisse alla fine del potere temporale del papato, cessato de facto nel 1870 con la Presa di Roma.

#### Sapienti consilio(1908)
Nel 1908 papa Pio X decise di riorganizzare l'istituzione, dandole una nuova fisionomia affinché potesse essere al servizio del Supremo Pastore della Chiesa e non di un singolo capo di Stato. Con la costituzione apostolica Sapienti consilio vennero soppressi gli organi non direttamente ecclesiastici e si riorganizzarono i 19 dicasteri della Curia in 11 Congregazioni, 3 Tribunali e 5 Uffici. 
Questa nuova riforma fu seguita da ulteriori modifiche. Nel 1917 papa Benedetto XV istituì la Congregazione per le Chiese orientali, ricavandola dall'omonima sezione della congregazione di Propaganda Fide, per esprimere la sollecitudine della Santa Sede verso le comunità cattoliche appartenenti ai diversi riti orientali.
La Curia romana assunse una fisionomia più definita solo dopo il Concilio Vaticano II. Vennero eretti, infatti, nuovi dicasteri: il Pontificio consiglio per i laici, i tre Segretariati (per la promozione dell'unità dei cristiani, per i non cristiani e per i non credenti), nonché l'Ufficio centrale di statistica della Chiesa cattolica.

#### Regimini Ecclesiae universae(1967)
Un ruolo da spartiacque nella riforma della Curia romana fu quello della costituzione apostolica Regimini Ecclesiae universae, promulgata da Paolo VI nel 1967. Tramite questo documento furono mutati i nomi di diversi dicasteri, ma anche i loro numeri, le loro competenze, il loro coordinamento e i loro metodi di lavoro, al fine di rendere il tutto più chiaro e adeguato alle necessità del tempo, seguendo le indicazioni della dichiarazione conciliare Christus Dominus. Nonostante le diverse novità presenti nella Regimini Ecclesiae universae, rimase ancora in uso il titolo onorifico di "Sacro" per i diversi dicasteri, che venne abolito definitivamente solo nel 1985. La stessa costituzione apostolica aveva anche mantenuto la Sacra Congregazione per i Riti: nel 1969 essa fu suddivisa nella Congregazione per il culto divino e nella Congregazione per le cause dei santi.

#### Pastor Bonus(1988)
Fino al 2022 la Curia romana è stata regolamentata dalla costituzione apostolica Pastor Bonus, promulgata da papa Giovanni Paolo II nel 1988.

#### Praedicate evangelium(2022)
Il 19 marzo 2022 papa Francesco promulga la costituzione apostolica Praedicate evangelium che riforma la Curia, abolendo congregazioni e pontifici consigli in luogo dei dicasteri e riorganizzando le competenze dei vari uffici. Il nuovo ordinamento della Curia è entrato in vigore il 5 giugno successivo, solennità di Pentecoste.

## Struttura
(Christus Dominus, 9)
Secondo il servizio d'informazione del Vaticano, compongono la Curia i seguenti organismi:
1. Segreteria di Stato della Santa Sede;
2. Dicasteri;
3. Organismi di giustizia;
4. Organismi economici;
5. Uffici.

Di seguito vengono specificate le componenti di ciascun organismo.

### Segreteria di Stato della Santa Sede
Creata nel XV secolo, è il dicastero dei più stretti assistenti del papa. È guidato dal segretario di Stato della Santa Sede. Al suo interno è articolato in:
- I Sezione: Affari generali;
- II Sezione: Rapporti con gli Stati e le Organizzazioni;
- III Sezione: Personale di ruolo diplomatico[12].

### Dicasteri
- Dicastero per l'evangelizzazione
  - Sezione per le questioni fondamentali dell'evangelizzazione nel mondo
  - Sezione per la prima evangelizzazione e le nuove Chiese particolari
- Dicastero per la dottrina della fede
  - Sezione dottrinale
  - Sezione disciplinare
- Dicastero per il servizio della carità
- Dicastero per le Chiese orientali
- Dicastero per il culto divino e la disciplina dei sacramenti
- Dicastero delle cause dei santi
- Dicastero per i vescovi
- Dicastero per il clero
- Dicastero per gli istituti di vita consacrata e le società di vita apostolica
- Dicastero per i laici, la famiglia e la vita
- Dicastero per la promozione dell'unità dei cristiani
- Dicastero per il dialogo interreligioso
- Dicastero per la cultura e l'educazione
  - Sezione per la cultura
  - Sezione per l'educazione
- Dicastero per il servizio dello sviluppo umano integrale
- Dicastero per i testi legislativi
- Dicastero per la comunicazione

### Organismi di giustizia
- Penitenzieria apostolica
- Supremo tribunale della Segnatura apostolica
- Tribunale della Rota romana

### Organismi economici
- Consiglio per l'economia
- Segreteria per l'economia
- Amministrazione del patrimonio della Sede Apostolica
- Ufficio del revisore generale
- Commissione di materie riservate
- Comitato per gli investimenti

### Uffici
- Prefettura della casa pontificia
- Ufficio delle celebrazioni liturgiche del sommo pontefice
- Camerlengo di Santa Romana Chiesa

### Istituzioni collegate alla Santa Sede
- Archivio apostolico vaticano
- Biblioteca apostolica vaticana
- Fabbrica di San Pietro
- Pontificia commissione di archeologia sacra
- Pontificia accademia delle scienze
- Pontificia accademia delle scienze sociali
- Pontificia accademia per la vita
- Agenzia della Santa Sede per la valutazione e la promozione della qualità delle università e facoltà ecclesiastiche (AVEPRO)
- Autorità di supervisione e informazione finanziaria (ASIF)
- Domus Vaticanae

## Altri organismi

### Organismi autonomi che coadiuvano la Santa Sede e la Chiesa Universale
- Governatorato dello Stato della Città del Vaticano
- Ufficio del lavoro della Sede Apostolica
- Pontificio comitato di scienze storiche
- Sinodo dei vescovi
- Consiglio dei cardinali
- Ordine equestre del Santo Sepolcro di Gerusalemme
- Sovrano Militare Ordine di Malta

### Organismi costituiti all'interno di Istituzioni curiali
Sono costituite all'interno del Dicastero per la dottrina della fede:
- Commissione teologica internazionale
- Pontificia commissione biblica

È costituita all'interno del Dicastero per i vescovi:
- Pontificia commissione per l'America Latina

È costituita all'interno del Dicastero per la promozione dell'unità dei cristiani:
- Pontificia commissione per le relazioni religiose con gli ebrei

È costituita all'interno del all'interno del Dicastero per il dialogo interreligioso:
- Pontificia commissione per le relazioni religiose con i musulmani

### Organismi connessi ad Istituzioni curiali
Alla Segreteria di Stato della Santa Sede è connessa:
- Pontificia accademia ecclesiastica

Al Dicastero per l'evangelizzazione sono connesse: 
- le Pontificie Opere Missionarie:
  - Pontificia Opera della Propagazione della Fede
  - Pontificia Opera di San Pietro Apostolo
  - Pontificia Opera dell’Infanzia Missionaria
  - Pontificia Unione Missionaria

Al Dicastero per la dottrina della fede è connessa:
- Pontificia commissione per la tutela dei minori

Al Dicastero per la cultura e l'educazione sono connesse:
- Pontificia insigne accademia di belle arti e lettere dei virtuosi al Pantheon
- Pontificia accademia di teologia
- Pontificia accademia San Tommaso d’Aquino
- Pontificia accademia cultorum martyrum
- Pontificia accademia di archeologia
- Pontificia accademia mariana internazionale
- Pontificia accademia di latinità

All'Ufficio delle celebrazioni liturgiche del sommo pontefice è connessa:
- Cappella musicale pontificia sistina

## Commissioni

### Pontificie commissioni
- Pontificia commissione per lo Stato della Città del Vaticano
- Pontificia commissione per le attività del settore sanitario delle persone giuridiche pubbliche della Chiesa

### Commissioni interdicasterali permanenti
- Commissione interdicasterale per i religiosi consacrati
- Commissione interdicasterale per la formazione dei candidati agli Ordini Sacri
- Commissione interdicasterale per le Chiese in Europa orientale
- Commissione interdicasterale per le Chiese particolari
- Commissione interdicasteriale per la revisione del regolamento generale della Curia romana